# Viktoria Apanasenko
Viktoria Apanasenko (nacida el 18 de junio de 1993) es una modelo, presentadora de televisión, actriz y reina de belleza ucraniana. Fue designada Miss Universo Ucrania 2022 tras haber quedado como primera finalista en 2021. Representó a Ucrania en Miss Universo 2022.

## Primeros años y educación
Apanasenko nació y creció en Chernígov junto con sus padres y hermanos. Se graduó de la Facultad de Psicología de la Universidad de Kiev en trabajo social y también estudió en la Universidad Tecnológica Nacional de Chernígov.
En 2016, apareció en el documental The Magnitsky Act – Behind the Scenes.

## Carrera en concursos de belleza
Apanasenko comenzó su carrera en concursos en 2014, participó en Miss Chernígov 2014 y ganó la competencia. El 22 de septiembre de 2015, Apanasenko se hizo famosa como finalista de Miss Ucrania 2015 y ganadora del título de Princesa de Ucrania 2016. Debido a la actual situación de la invasión rusa de Ucrania de 2022, la organización Miss Ucrania Universo, ha designado a Apanasenko, primera finalista de Miss Universo Ucrania 2021, como Miss Universo Ucrania 2022 para representar a Ucrania en Miss Universo 2022. En la noche final no clasificó al Top 16, pero ganó el premio Spirit of Carnival y el Mejor Traje Nacional.